# シアワシー郡 (ミシガン州)
シアワシー郡（英: Shiawassee County、[ˌʃaɪ.əˈwɒsiː]）は、アメリカ合衆国ミシガン州ロウアー半島の中央部に位置する郡である。2010年国勢調査での人口は70,648人であり、2000年の71,687人から1.4%減少した。郡庁所在地はコラナ市（人口3,497人）であり、同郡で人口最大の都市はオウォッソ市（人口15,194人）である。
シアワシー郡はその全体でオウォッソ小都市圏を構成している。またランシング広域都市圏に属してもいる。ミシガン州の人口重心が郡内モリス村にある。
シアワシー郡はシアワシー川から郡名が取られており、この言葉は「曲がりくねった川」を意味している 。郡庁舎は南ミシガンの著名建築家クレア・アレンが設計した。

## 地理
アメリカ合衆国国勢調査局に拠れば、郡域全面積は540.73平方マイル (1,400.5 km2)であり、このうち陸地538.73平方マイル (1,395.3 km2)、水域は2.00平方マイル (5.2 km2)で水域率は0.37%である。シアワシー川が郡南東部で郡内に入り、コラナ、オウォッソ各市のある中央部を流れ、北のサギノー郡に流れ込んでいる。

### 主要高規格道路
- 州間高速道路69号線 - 郡中央部を東西に走っている
- ミシガン州道13号線 - 東のジェネシー郡境に沿って南北に通り、レノン近く州間高速道路69号線から始まっている
- ミシガン州道21号線 - コラナ、オウォッソ各市のある郡中央部を東西に走っている
- ミシガン州道52号線 - オウォッソ市のある郡中央部を南北に走っている
- ミシガン州道71号線 - 州間高速道路69号線のデュランド近くからコラナ、オウォッソ各市に繋いでいる

### 隣接する郡
- サギノー郡 - 北
- ジェネシー郡 - 東
- クリントン郡 - 西
- リビングストーン郡 - 南東
- インガム郡 - 南西
- グラティオット郡 - 北西

## 人口動態
以下は2000年国勢調査による人口統計データである。
| 基礎データ - 人口: 70,648人 - 世帯数: 27,481 世帯 - 家族数: 19,397 家族 - 人口密度: 51人/km2（133人/mi2） - 住居数: 30,319軒 - 住居密度: 22軒/km2（57軒/mi2） 人種別人口構成 - 白人: 95.2% - アフリカン・アメリカン: 0.4% - ネイティブ・アメリカン: 0.4% - アジア人: 0.3% - その他の人種: 0.1% - 混血: 1.1% - ヒスパニック・ラテン系: 24% 年齢別人口構成 - 18歳未満: 24.1% - 18-24歳: 8.5% - 25-44歳: 23.9% - 45-64歳: 29.1% - 65歳以上: 14.3% - 年齢の中央値: 40歳 - 性比（女性100人あたり男性の人口） - 総人口: 97.7 - 18歳以上: 94.6 | 世帯と家族（対世帯数） - 18歳未満の子供がいる: 32.5% - 結婚・同居している夫婦: 53.8% - 未婚・離婚・死別女性が世帯主: 11.6% - 非家族世帯: 29.4% - 単身世帯: 24.2% - 平均構成人数 - 世帯: 2.54人 - 家族: 2.99人 収入と家計 - 収入の中央値 - 世帯: 46,528米ドル - 家族: 52,614米ドル - 性別 - 男性: 32,155米ドル - 女性: 19,301米ドル - 人口1人あたり収入: 21,103米ドル - 貧困線以下 - 対人口: 15.4% - 対家族数: 10.6% - 18歳未満: 22.1% - 65歳以上: 5.8% |

## 郡政府
郡政府は郡監獄の運営、地方道の維持、地方裁判所の運営、権利譲渡と抵当権設定記録など重要記録の維持、公衆衛生規制の管理、福祉など社会サービスの項目で州の施策への参加を行う。郡政委員会は予算を管理するが、法や条例を作るのは限定付き権限である。ミシガン州では、警察と消防、建設と区画割、税評価、街路維持など地方政府の大半機能は個々の都市と郡区の責任である。

## 郡区
シアワシー郡は下記16の郡区に分割されている。

| - アントリム - ベニントン - バーンズ - カレドニア・チャーター | - フェアフィールド - ヘイゼルトン - ミドルベリー - ニューヘイブン | - オウォッソ・チャーター - ペリー - ラッシュ - スキオタ | - シアワシー - ベニス - バーノン - ウッドハル |

## 都市と町
| 都市 - コラナ - 郡庁所在地 - デュランド - レイングスバーグ - オウォッソ - ペリー | 村 - バンクロフト - バイロン - レノン（部分） - モリス - ニューロスロップ - バーノン | 未編入の町 - アントリムセンター - ベニントン - バートン - カーランド - イーストン - ファイブポインツ | - ファイブポインツノース - フォレストグリーンエステイツ - ヘンダーソン - フーバーズコーナーズ - ジャドビル - カービー | - ミドルタウン - ニューバーグ - ニューヘイブン - ニコルソン - オルニーコーナーズ - ピッツバーグ | - シャフツバーグ - シアワシータウン - スミスクロッシング - ユニオンプレーンズ - ウルフクロッシング |